# Nervilia
Nervilia is een geslacht van tropische orchideeën uit de onderfamilie Epidendroideae.
Ze zijn voornamelijk afkomstig uit subtropisch en tropisch Afrika, Azië en Australië.

## Naamgeving en etymologie
Synoniemen: Pogonia sect. Nervilia Comm. ex Gaudich. Lindl.
De botanische naam Nervilia is afgeleid van het Latijnse 'nervus' (nerf), naar de opvallende generfde bladeren.

## Kenmerken
Nervilia-soorten zijn kleine, kruidachtige terrestrische orchideeën die fototroof of (zelden) mycoheterotroof (epiparasitisch) zijn. Ze groeien meestal in grote groepen. Ze bezitten een ondergrondse, gedeelde wortelknol en een korte, rechtopstaande bloemstengel tot 15 cm hoog.
Na de bloei en het verdwijnen van de bloemstengel verschijnt aan iedere plant, tegen de bodem, één lederachtig of vetbladachtig, hartvormig, rond of elliptisch blad, met een netwerk van duidelijke nerven. De bovenzijde van het blad is dikwijls behaard, de onderzijde paars gekleurd.
De bloem is meestal geresupineerd, de kelkbladen en kroonbladen gelijk van vorm, groen- of bruingroen gekleurd. De bloemlip is vaag of duidelijk drielobbig, met papillen of viltig behaard, meestal rood gekleurd. Het gynostemium is lang, gebogen of recht, smaller bij de basis. Het clinander heeft een diepe holte, die de helmknop grotendeels omgeeft. De stempel ligt ventraal en is elliptisch tot vierkantig. De helmknop is gebogen en bezit twee gedeelde pollinia. Er is geen of een zeer kort spoor.

## Habitat
Nervilia-soorten zijn terrestrische planten die in uiteenlopende biotopen te vinden zijn, van open graslanden tot in donkere regenwouden. Van zeeniveau tot 1500 m hoogte. Veel soorten zijn voorzien op een jaarlijkse droogteperiode.

## Verspreiding en voorkomen
Nervilia komt voor in de subtropische en tropische gebieden van Afrika, het Arabisch schiereiland, Zuidoost-Azië, Australië, Papoea-Nieuw-Guinea en enkele eilanden uit de Stille Oceaan.

## Taxonomie
Nervilia werd door Dressler in een aparte subtribus Nerviliinae binnen de tribus Nervilieae geklasseerd. Op basis van recent DNA-onderzoek zouden ook de subtribus Epipogiinae (met de geslachten Epipogium, Silvorchis en Stereosandra) en het niet-geklasseerde geslacht Xerorchis aan deze tribus moeten worden toegevoegd, wat deze tot zustergeslachten van Nervilia maken. Vooral in het geval van Xerorchis is dit nog niet duidelijk.
Naargelang de auteur worden 60 tot 80 soorten tot dit geslacht gerekend. De typesoort is Nervilia aragoana Comm. ex Gaudich. (1826)

## Soorten
- Nervilia acuminata  (J.J.Sm.) Schltr. (1911)
- Nervilia adolphi  Schltr. (1915)
- Nervilia affinis  Schltr. (1924)
- Nervilia apiculata  Schltr. (1911)
- Nervilia aragoana  Gaudich. (1829)
- Nervilia ballii  G.Will. (1980)
- Nervilia bandana  (Blume) Schltr. (1911)
- Nervilia beumeei  J.J.Sm. (1927)
- Nervilia bicarinata  (Blume) Schltr. (1911)
- Nervilia borneensis  (J.J.Sm.) Schltr. (1911)
- Nervilia campestris  (J.J.Sm.) Schltr. (1911)
- Nervilia concolor  (Blume) Schltr. (1911)
- Nervilia crociformis  (Zoll. & Moritzi) Seidenf. (1978)
- Nervilia cumberlegii  Seidenf. & Smitinand (1965)
- Nervilia dilatata  (Blume) Schltr. (1911)
- Nervilia falcata  (King & Pantl.) Schltr. (1911)
- Nervilia fordii  (Hance) Schltr. (1911)
- Nervilia fuerstenbergiana  Schltr. (1911)
- Nervilia gammieana  (Hook.f.) Pfitzer (1888)
- Nervilia gassneri  Börge Pett. (1990)
- Nervilia gleadowii  A.N.Rao (1992)
- Nervilia grandiflora  Schltr. (1910)
- Nervilia hirsuta  (Blume) Schltr. (1911)
- Nervilia hispida  Blatt. & McCann (1932)
- Nervilia holochila  (F.Muell.) Schltr. (1906)
- Nervilia hookeriana  (King & Pantl.) Schltr. (1911)
- Nervilia ignobilis  Tuyama (1940)
- Nervilia imperatetorum  Schltr. (1911)
- Nervilia infundibulifolia  Blatt. & McCann (1932)
- Nervilia jacksoniae  Rinehart & Fosberg (1991)
- Nervilia juliana  (Roxb.) Schltr. (1911)
- Nervilia khasiana  (King & Pantl.) Schltr. (1911)
- Nervilia kotschyi  (Rchb.f.) Schltr. (1911)
- Nervilia lanyuensis  S.S.Ying (1989)
- Nervilia leguminosarum  Jum. & H.Perrier (1912)
- Nervilia lilacea  Jum. & H.Perrier (1911)
- Nervilia mackinnonii  (Duthie) Schltr. (1911)
- Nervilia macroglossa  (Hook.f.) Schltr. (1911)
- Nervilia macrophylla  Schltr. (1911)
- Nervilia maculata  (E.C.Parish & Rchb.f.) Schltr. (1911)
- Nervilia maliana  Schltr. (1911)
- Nervilia nipponica  Makino (1909)
- Nervilia oxyglossa  Fukuy. (1937)
- Nervilia palawensis  Schltr. (1921)
- Nervilia pallidiflora  Schltr. (1911)
- Nervilia pectinata  P.J.Cribb (1977)
- Nervilia peltata  B.Gray & D.L.Jones (1994)
- Nervilia petaloidea  Carr (1933)
- Nervilia petraea  (Afzel. ex Sw.) Summerh. (1945)
- Nervilia platychila  Schltr. (1906)
- Nervilia plicata  (Andrews) Schltr. (1911)
- Nervilia porphyrophylla  Schltr. (1911)
- Nervilia punctata  (Blume) Makino (1902)
- Nervilia renschiana  (Rchb.f.) Schltr. (1911)
- Nervilia sciaphila  Schltr. (1911)
- Nervilia seranica  J.J.Sm. (1928)
- Nervilia shirensis  (Rolfe) Schltr. (1911)
- Nervilia similis  Schltr. (1915)
- Nervilia stolziana  Schltr. (1915)
- Nervilia subintegra  Summerh. (1938)
- Nervilia taitoensis  (Hayata) Schltr. (1911)
- Nervilia trichophylla  Fukuy. (1940)
- Nervilia umenoi  Fukuy. (1940)
- Nervilia uniflora  (F.Muell.) Schltr. (1906)
- Nervilia winckelii  J.J.Sm. (1918)